# Ivesia aperta
Ivesia aperta är en rosväxtart som först beskrevs av Howell, och fick sitt nu gällande namn av Philip Alexander Munz. Ivesia aperta ingår i släktet Ivesia och familjen rosväxter. Utöver nominatformen finns också underarten I. a. canina.